# Puente de Engordany
El puente de Engordany es un puente románico de origen medieval, que se encuentra en la parroquia andorrana de Las Escaldas-Engordany. Cruza sobre el río Valira de Oriente y une las poblaciones de Las Escaldas y Engordany.
Su estructura es de un solo arco, dispone de pretil y tiene como singularidad que es bastante asimétrico, debido al desnivel de los dos extremos.